# Terenowa służba weterynaryjna
Terenowa służba weterynaryjna – jednostka organizacyjna Ministra Rolnictwa, zorganizowana w celu dostosowania organizacji do zadań Planu sześcioletniego (1950–1955) w zakresie rozszerzenia opieki weterynaryjnej i podniesienia, w ścisłej współpracy ze służbą zootechniczną, stanu zdrowotnego zwierząt gospodarskich.

## Powołanie terenowej służby
Na podstawie uchwały Rady Ministrów z 1952 r. w sprawie organizacji terenowej służby weterynaryjnej ustanowiono strukturę organizacyjną terenowej służby weterynaryjnej. Uchwała pozostawała w ścisłym związku z ustawą z 1950 r. o terenowych organach jednolitej władzy państwowej.

## Struktura organizacyjna służby
Dla zarządzania sprawami weterynarii utworzono przy prezydiach wojewódzkich rad narodowych - wojewódzkie zarządy weterynarii. Wojewódzkie zarządy weterynarii podporządkowane były Ministrowi Rolnictwa, który sprawował nad nimi zwierzchni nadzór za pośrednictwem Centralnego Zarządu Weterynarii w Ministerstwie Rolnictwa.
Natomiast przy prezydiach powiatowych rad narodowych utworzono - powiatowe zarządy weterynarii. Na obszarze działania powiatowego zarządu weterynarii działały podległe im lecznice, przychodnie i punkty weterynaryjne oraz organa urzędowego badania zwierząt rzeźnych i mięsa.

## Zakres działania wojewódzkiego zarządu weterynarii
Zakres działania wojewódzkiego zarządu weterynarii obejmował:
- opracowywanie na podstawie wytycznych Centralnego Zarządu Weterynarii rzeczowych i finansowych planów weterynaryjnych i z zakresu sztucznej inseminacji, akceptowanych przez prezydia wojewódzkich rad narodowych;
- organizacja, instruktaż i nadzór w zakresie profilaktyki i higieny weterynaryjnej, zwalczania chorób hodowlanych, pasożytniczych i zaraźliwych zwierząt, lecznictwa weterynaryjnego oraz nadzoru weterynaryjnego nad badaniem zwierząt rzeźnych i mięsa, nad obrotem zwierzętami w kraju oraz nad eksportem, importem i tranzytem zwierząt i produktów pochodzenia zwierzęcego;
- organizacja, instruktaż i nadzór, w ścisłym współdziałaniu ze służbą zootechniczną, w zakresie sztucznej inseminacji;
- nadzór administracyjny w dziedzinie weterynarii w zakresie działania Ministra Rolnictwa;
- kierownictwo i nadzór nad powiatowym zarządem weterynarii;
- kontrola seryjna nad surowicami, szczepionkami i środkami rozpoznawczymi, używanymi w lecznictwie zwierząt, oraz nadzór nad produkującymi te środki farmaceutyczne zakładami w resorcie rolnictwa;
- opiniowanie planów zaopatrzenia weterynaryjnego oraz nadzór nad wykonaniem tych planów;
- instruktaż i nadzór w zakresie księgowości, spraw budżetowo-finansowych i administracyjno-gospodarczych powiatowych zarządów weterynarii oraz sprawy finansowe wojewódzkich zarządów weterynarii;
- sprawy osobowe pracowników wojewódzkich zarządów weterynarii oraz w ustalonym przez Ministra Rolnictwa zakresie pracowników powiatowych zarządem weterynarii, lecznic, przychodni i punktów weterynaryjnych oraz organów urzędowego badania zwierząt rzeźnych i mięsa;
- sprawy inwestycyjne służby weterynaryjnej w zakresie ustalonym przez Ministra Rolnictwa;
- opracowywanie sprawozdań ze swej działalności.

## Zakres działania powiatowego zarządu weterynarii
Zakres działania powiatowego zarządu weterynarii obejmował:
- planowanie, organizowanie, kierownictwo, instruktaż i nadzór w zakresie profilaktyki i higieny weterynaryjnej, zwalczania chorób hodowlanych i pasożytniczych zwierząt, lecznictwa weterynaryjnego oraz w zakresie sztucznej inseminacji;
- zwalczanie zaraźliwych chorób zwierzęcych;
- nadzór weterynaryjny nad obrotem zwierzętami w kraju oraz nad eksportem, importem i tranzytem zwierząt i produktów zwierzęcych;
- pilnowanie, organizowanie, kierownictwo, instruktaż, nadzór i przeprowadzanie badań ponownych w zakresie urzędowego badania zwierząt rzeźnych i mięsa;
- planowanie, wykonawstwo i instruktaż w zakresie księgowości, spraw budżetowo-finansowych, administracyjno-gospodarczych i zaopatrzenia weterynaryjnego;
- nadzór pod względem administracyjnym, fachowo-weterynaryjnym i zaopatrzenia podległych jednostek organizacyjnych;
- sprawy osobowe pracowników  powiatowych zarządów weterynarii oraz podległych jednostek organizacyjnych;
- opracowywanie sprawozdań ze swej działalności.